# 블랙버드 (2016년 영화)
《블랙버드》(영어: Una)는 2016년에 제작된 미국, 영국의 드라마 영화이다. 베네딕트 앤드류가 감독을 맡았으며, 데이빗 헤로워의 연극 〈블랙버드〉가 영화의 원작이다. 2016 텔류라이드 영화제에서 전세계 최초 상영되었다.

## 출연 배우
- 루니 마라: 우나 스펜서(Una Spencer) 역
- 루비 스토크스: 어린 시절의 우나 스펜서 역
- 벤 멘덜슨: 레이 브룩스(Ray Brooks) 역
- 리즈 아메드: 스콧(Scott) 역
- 인디라 바마: 소니아(Sonia) 역
- 타라 피츠제럴드: 앤드리아(Andrea) 역
- 토비어스 멘지스: 마크(Mark) 역
- 이저벨 멀로이: 홀리(Holl) 역
- 시어런 맥미너민: 존(John) 역
- 너태샤 리틀: 이본(Yvonne) 역